# Буллериан, Рудольф
Рудольф Буллериан (точнее Буллерьян, нем. Rudolph Bullerjahn, в России Рудольф Романович Буллериан; 13 ноября 1856, Берлин — 25 декабря 1910 (7 января 1911), Москва) — немецкий дирижёр. Отец композитора Ханса Буллериана и скрипача Эдди Буллериана.
Окончил Берлинскую высшую школу музыки как скрипач, ученик Йозефа Иоахима и Генриха де Аны. C 1882 г. играл в Мейнингенской капелле под управлением Ганса фон Бюлова, затем в Оркестре Зондерсхаузена.
В 1886—1890 гг. возглавлял Гёттингенский симфонический оркестр. Ввёл в репертуар музыку Рихарда Вагнера, однако исполнял во множестве и лёгкую музыку (Иоганн Штраус, Йозеф Ланнер и др.). Память о Буллериане в Гёттингене выражена не только в мемориальной доске на доме, где он жил, но и в удерживавшейся десятилетиями традиции: студенты Гёттингенского университета, представители различных корпораций, в определённый день недели устраивали шумную вечеринку, завершавшуюся исполнением песенки со словами «Господин дирижёр Буллериан здесь!» (нем. Herr Direktor Bullerjahn, Bullerjahn ist da!). В память об этой традиции в Гёттингене до сих пор существует ресторан «Bullerjahn».
С 1890 года Буллериан преимущественно жил и работал в России. Дирижировал в Либаве, затем в Варшаве, в 1891 г. обосновался в Москве. Дирижировал летними концертами в Зоологическом саду, парке Сокольники, саду «Эрмитаж»  и др., руководил московским лидертафелем, гастролировал как дирижёр в Санкт-Петербурге, Гельсингфорсе, Одессе, Харькове, Риге и др. В 1897 г. был приглашён в Киев, где возглавил музыкальную школу Станислава Блуменфельда (после смерти последнего), работал также как дирижёр летних концертов. В 1902 г. совершил гастрольную поездку в США, в 1910 г. работал в Брюсселе. Пропагандировал в России произведения Иоганнеса Брамса и Антонина Дворжака, дирижировал первым в России исполнением «Немецкого Реквиема». Манера Буллериана дирижировать наизусть, без партитуры, производила на московскую публику сильное впечатление. Профессиональное сообщество, однако, оценивало дирижёрские качества Буллериана довольно сдержанно.